# Джордж Маршалл (кінорежисер)
Джордж Маршалл (англ. George Marshall; 29 грудня 1891, Чикаго, Іллінойс, США — 17 лютого 1975, Лос-Анджелес, Каліфорнія, США) — американський кінорежисер, сценарист, продюсер, актор. З 1948 по 1950 рік був президентом «Гільдії режисерів Америки».

## Життєпис
У 1912 році був виключений з університету Чикаго, працював механіком, репортером, лісорубом. Вирішивши спробувати щастя в розвивається кіноіндустрії, влаштувався статистом на студію «Universal». Завдяки високому зросту та великій статурі з успіхом виконував трюки у вестернах, заробляючи долар за кожне падіння з коня.
У 1916 році вперше знявся в епізоді, через рік перейшов на сценарну та режисерську роботу. Знімав в основному короткометражні вестерни і пригодницькі серіали. У пізні роки згадував, що йому часто доводилося виступати оператором і монтажером. У 1920-ті роки перейшов на комедії, у наступні роки працював в різних жанрах.
Режисерська фільмографія Маршалла налічує 185 назв. Найвідоміші його роботи — вестерн «Дестро знову в сідлі» із Джеймсом Стюартом і класичний нуар «Синя жоржина». Також поставив залізничні сцени в епічному вестерні «Як був завойований Захід».

## Вибрана фільмографія

### Актор

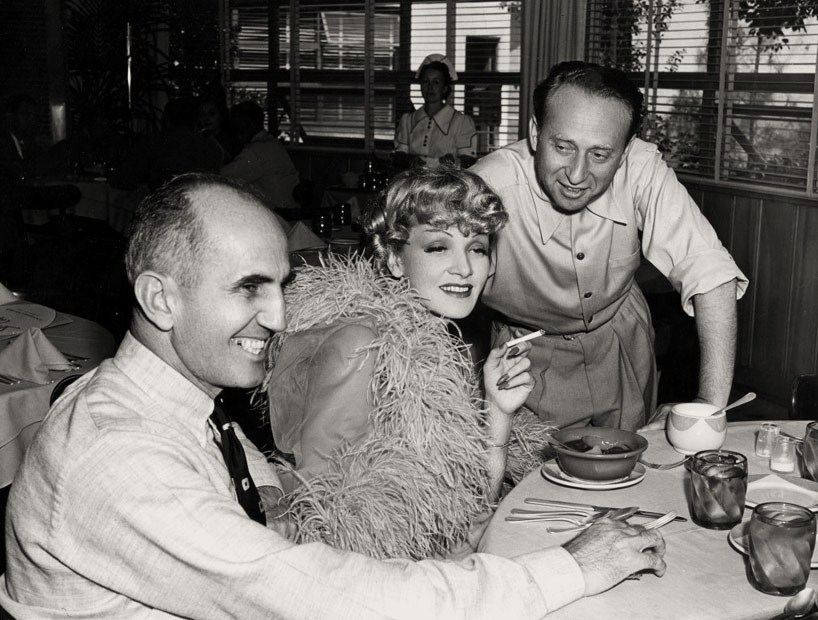
Джордж Маршалл, Марлен Дітріх та Джо Пастернак на зйомках «Дестрі знову в сідлі».

- 1974 — «Божевільний світ Джуліуса Врудера»
- 1963 — «Голлівуд без гриму»
- 1947 — «Дівчина з вар'єте»
- 1932 — «Закінчуй свої проблеми»
- 1916 — «Через Ріо-Гранде»
- 1916 — «Бал офіціантів»
- 1916 — «Очі жінки»

### Сценарист
- 1932 — «Театр кінорежисерів» (ТВ-серіал)

### Продюсер
- 1941 — «Горщик золота»

### Режисер
- 1971 — «Графство Кейд» (ТВ-серіал)
- 1970 — «Дивна парочка» (ТВ-серіал)
- 1969 — «Попався на вудку»
- 1968 — «Ось Люсі» (ТВ-серіал)
- 1968 — «Дивні сни Паули Шульц»
- 1967 — «Вісім у бігах»
- 1966 — «Боже, я помилилася номером»
- 1964 — «Деніел Бун» (ТВ-серіал)
- 1964 — «День святого Валентина» (ТБ-серіал)
- 1964 — «Інтрига»
- 1963 — «Як був завойований Захід»
- 1963 — «Делікатний стан тата»
- 1961 — «Щасливі злодії»
- 1961 — «Етюд у тонах страху»
- 1959 — «Садова альтанка» (1959)
- 1959 — «Все почалося з поцілунку»
- 1958 — «Загальна імітація»
- 1958 — «Пастух»
- 1956 — «За межами Момбаси»
- 1955 — «Театр кінорежисерів» (ТВ-серіал)
- 1954 — «Дуель у джунглях»
- 1954 — «Червоні підв'язки»
- 1953 — «Гудіні»
- 1953 — «Налякані до смерті»
- 1953 — «Свавілля»
- 1952 — «Дикий»
- 1951 — «Для нареченого немає місця»
- 1950 — «Ні секунди зневіри»
- 1950 — «Модні штани»
- 1949 — «Моя подруга Ірма»
- 1949 — «Жага золота»
- 1947 — «Дівчина з вар'єте»
- 1947 — «Небезпечні пригоди Поліни»
- 1946 — «Месьє Бокер»
- 1946 — «Сині жоржини»
- 1945 — «Запальна блондинка»
- 1942 — «Лісовий рейнджер»
- 1942 — «Долина сонця»
- 1941 — «Техас»
- 1940 — «Привид Дальтона»
- 1940 — «Мисливці за привидами»
- 1939 — «Дестро знову в сідлі»
- 1939 — «Ти не можеш обдурити чесну людину»
- 1938 — «Тримай цього однокурсника»
- 1937 — «Ненсі Стіл зник!»
- 1936 — «Послання до Гарсії»
- 1935 — «Ніякої їм пощади!»
- 1935 — «У старому Кентуккі»
- 1935 — «Покажіть їм милосердя!»
- 1935 — «Музика-це магія»
- 1935 — «Життя починається в 40»
- 1934 — «365 ночей в Голлівуді»
- 1934 — «Вона дізналася про моряків»
- 1932 — «Закінчуй свої проблеми»